# Crnogorska košarkaška reprezentacija
Crnogorska košarkaška reprezentacija je na FIBA-inom vijećanju održanom u Japanu službeno registrirana, a vodi je Crnogorski košarkaški savez.
Registrirana je kao 213. FIBA-in članica.
Ovim činom crnogorskoj je reprezentaciji i košarkaškim klubovima omogućeno sudjelovanje u međunarodnim natjecanjima pod FIBA-inim okriljem.
Prvi predsjednik Crnogorskog košarkaškog saveza bio je Danilo Mitrović, a trenutno je Jelena Dubljević (2024.)
Prvi izbornik bio je Duško Vujošević (CSKA Moskva).
Crnogorska košarkaška reprezentacija je u ljeto 2010. uspješno prošla drugi kvalifikacijski krug za EP 2011. godine u sastavu: Nikola Peković, Ivan Koljević, Goran Jeretin, Omar Cook, Ivan Maraš, Predrag Drobnjak, Slavko Vraneš, Vladimir Golubović, Vladimir Dragičević, Vladimir Dašić, Milko Bjelica, Suad Šehović, Sead Šehović, Miloš Borisov i Nikola Vučević.
Prva službena utakmica: Crna Gora - BiH 79:74 (Podgorica, SC "Morača", 13. kolovoza 2008.g.)

## Rezultati na velikim natjecanjima

### Olimpijske igre
- kao dio Jugoslavije
- OI 1936.: – nije sudjelovala
- OI 1940. – nisu održane
- OI 1944. – nisu održane
- OI 1948. – nije sudjelovala
- OI 1952. – nije sudjelovala
- OI 1956. – nije sudjelovala
- OI 1960. – 6. mjesto
- OI 1964. – 7. mjesto
- OI 1968. –  srebro
- OI 1972. – 5. mjesto
- OI 1976. –  srebro
- OI 1980. –  zlato
- OI 1984. –  bronca
- OI 1988. –  srebro
- kao SR Jugoslavija/Srbija i Crna Gora
- OI 1992.: nije sudjelovala zbog UN-ovih sankcija
- OI 1996. –  srebro
- OI 2000. – 6. mjesto
- OI 2004. – 11. mjesto
- kao samostalna Crna Gora
- OI 2008. – nije sudjelovala

### Svjetska prvenstva
- kao dio Jugoslavije
- 1950.: ...
- 1954.: ...
- 1959.: ...
- 1963.:  srebro
- 1967.:  srebro
- 1970.:  zlato
- 1974.:  srebro
- 1978.:  zlato
- 1982.:  bronca
- 1986.:  bronca
- 1990.:  zlato
- kao SR Jugoslavija/Srbija i Crna Gora
- 1994.: nije sudjelovala zbog UN-ovih sankcija
- 1998.:  zlato
- 2002.:  zlato
- 2006.: 11. – 16. mjesto
- kao samostalna Crna Gora
- 2010.: nisu sudjelovali u izr. kvalifikacijama (2009. su tek prešli iz B u A razred)

### Mediteranske igre
- kao dio Jugoslavije
- 1951.: ...
- 1955.: ...
- 1959.:  zlato
- 1963.:  bronca
- 1967.:  zlato
- 1971.:  zlato
- 1975.:  zlato
- 1979.:  srebro
- 1983.: ...
- 1987.: ...
- 1991.: ...
- kao SR Jugoslavija/Srbija i Crna Gora
- 1993.: nije sudjelovala zbog UN-ovih sankcija
- 1997.:  bronca
- 2001.: 4. mjesto
- 2005.: nije sudjelovala
- kao samostalna Crna Gora
- 2009.: 6. mjesto

### Prikaz rezultata nakon osamostaljenja
| 1992.         | bez nastupa | bez nastupa | bez nastupa | bez nastupa |  |  |
| 1993.         | bez nastupa | bez nastupa | bez nastupa | bez nastupa |  |  |
| 1994.         | bez nastupa | bez nastupa | bez nastupa | bez nastupa |  |  |
| 1995.         |             |             | zlato       |             |  |  |
| 1996.         | srebro      |             |             |             |  |  |
| 1997.         |             |             | zlato       |             |  |  |
| 1998.         |             | zlato       |             |             |  |  |
| 1998.         |             |             | bronca      |             |  |  |
| 2000.         | 6.          |             |             |             |  |  |
| 2001.         |             |             | zlato       |             |  |  |
| 2002.         |             | zlato       |             |             |  |  |
| 2003.         |             |             | 6.          |             |  |  |
| 2004.         | 11.         |             |             |             |  |  |
| 2005.         |             |             | 9.          |             |  |  |
| 2006.         |             | 11.         |             |             |  |  |
| kao Crna Gora |             |             |             |             |  |  |
| 2007.         | bez nastupa | bez nastupa | bez nastupa | bez nastupa |  |  |
| 2008.         | bez nastupa | bez nastupa | bez nastupa | bez nastupa |  |  |

## Rezultati kvalifikacija za Europsko prvenstvo u košarci 2011.
U A kvalifikacijskoj grupi sudjelovale su reprezentacije Crne Gore, Italije, Izraela, Letonije i Finske.
Crnogorska reprezentacija ima sljedeći učinak:
- Crna Gora - Latvija 96:66 (Podgorica, 02.08.2010.)

- Finska - Crna Gora 60:74 (Finska, 05.08.2010.)

- Crna Gora - Italija 71:62 (Bijelo Polje, 11.08.2010.)

- Izrael - Crna Gora 77:73 (Izrael, 15.08.2010.)

- Latvija - Crna Gora 84 : 90 (Latvija, 17.08.2010.)

- Crna Gora - Finska 91:71 Bar, 20.08.2010.)

- Italija - Crna Gora 72:71 (Italija - Bari, 27.08.2010.)

- Crna Gora - Izrael 79:69 (Podgorica, 29.08.2010.)

Konačni plasman u A kvalifikacijskoj grupi:
- 1. Crna Gora 6/2

- 2. Izrael 5/3

- 3. Italija 5/3

- 4. Latvija 3/5

- 5. Finska 1/7

Crna Gora se kvalificirala za košarkaško EP 2011. godine.